# 20. århundrede
19. århundrede – 20. århundrede – 21. århundrede – andre århundreder
Det 20. århundrede består helt præcist af årene 1901 til 2000, mens 1900-tallet består af årene 1900 til 1999. I praksis bruges de to betegnelser dog synonymt.
| 1900'erne | 1900 | 1901 | 1902 | 1903 | 1904 | 1905 | 1906 | 1907 | 1908 | 1909 |
| 1910'erne | 1910 | 1911 | 1912 | 1913 | 1914 | 1915 | 1916 | 1917 | 1918 | 1919 |
| 1920'erne | 1920 | 1921 | 1922 | 1923 | 1924 | 1925 | 1926 | 1927 | 1928 | 1929 |
| 1930'erne | 1930 | 1931 | 1932 | 1933 | 1934 | 1935 | 1936 | 1937 | 1938 | 1939 |
| 1940'erne | 1940 | 1941 | 1942 | 1943 | 1944 | 1945 | 1946 | 1947 | 1948 | 1949 |
| 1950'erne | 1950 | 1951 | 1952 | 1953 | 1954 | 1955 | 1956 | 1957 | 1958 | 1959 |
| 1960'erne | 1960 | 1961 | 1962 | 1963 | 1964 | 1965 | 1966 | 1967 | 1968 | 1969 |
| 1970'erne | 1970 | 1971 | 1972 | 1973 | 1974 | 1975 | 1976 | 1977 | 1978 | 1979 |
| 1980'erne | 1980 | 1981 | 1982 | 1983 | 1984 | 1985 | 1986 | 1987 | 1988 | 1989 |
| 1990'erne | 1990 | 1991 | 1992 | 1993 | 1994 | 1995 | 1996 | 1997 | 1998 | 1999 |
| 2000'erne | 2000 |      |      |      |      |      |      |      |      |      |

## Begivenheder
Det 20. århundrede var usædvanlig med baggrund i de teknologiske, medicinske, sociale og ideologiske ændringer som skete. Endelig var århundredet præget af en lang række opfindelser, og en skala af krig og folkedrab som ikke var set tidligere.
Alle aspekter af livet for så godt som alle mennesker blev forandret fundamentalt i løbet af det 20. århundrede.

## Personer
- "Det 20. århundrede - De 100 mest betydningsfulde personer i Danmark" af Connie Hedegaard og Claus Hagen Petersen.

## Teknologi
- 20. århundredes største danske ingeniørbedrifter, afstemning blandt 5.400 medlemmer af Ingeniørforeningen.
- Årets Bil i Europa, kåring etableret i 1964 af en gruppe europæiske biltidsskrifter. Juryen består af motorjournalister fra hele Europa.